# Manchester (Kentucky)
Pour les articles homonymes, voir Manchester (homonymie).
La ville américaine de Manchester est le siège du comté de Clay, dans l’État du Kentucky. Elle comptait 1 738 habitants lors du recensement de 2000.

## Histoire
La ville a été fondée en 1807 sous le nom de Greenville. Mais il existait déjà une localité du même nom dans le comté de Muhlenberg, aussi elle a été rebaptisée Manchester.

## Source
- (en) Cet article est partiellement ou en totalité issu de l’article de Wikipédia en anglais intitulé « Manchester, Kentucky » (voir la liste des auteurs).